# Jiří Bittner

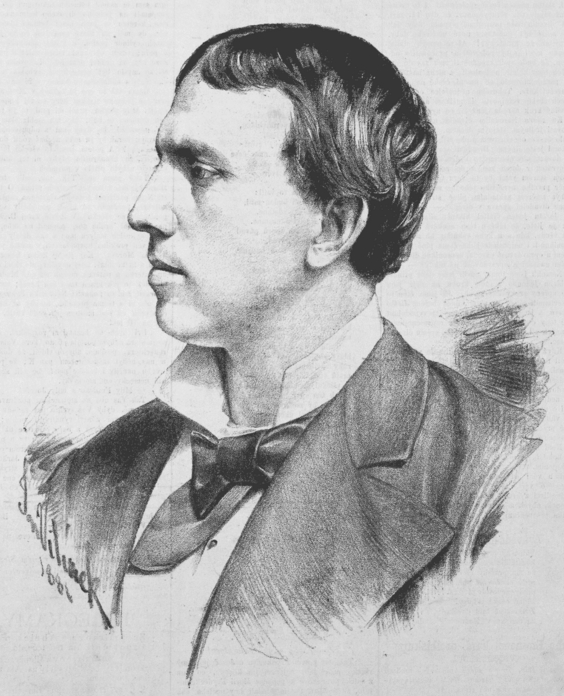
Jiří Bittner 1881

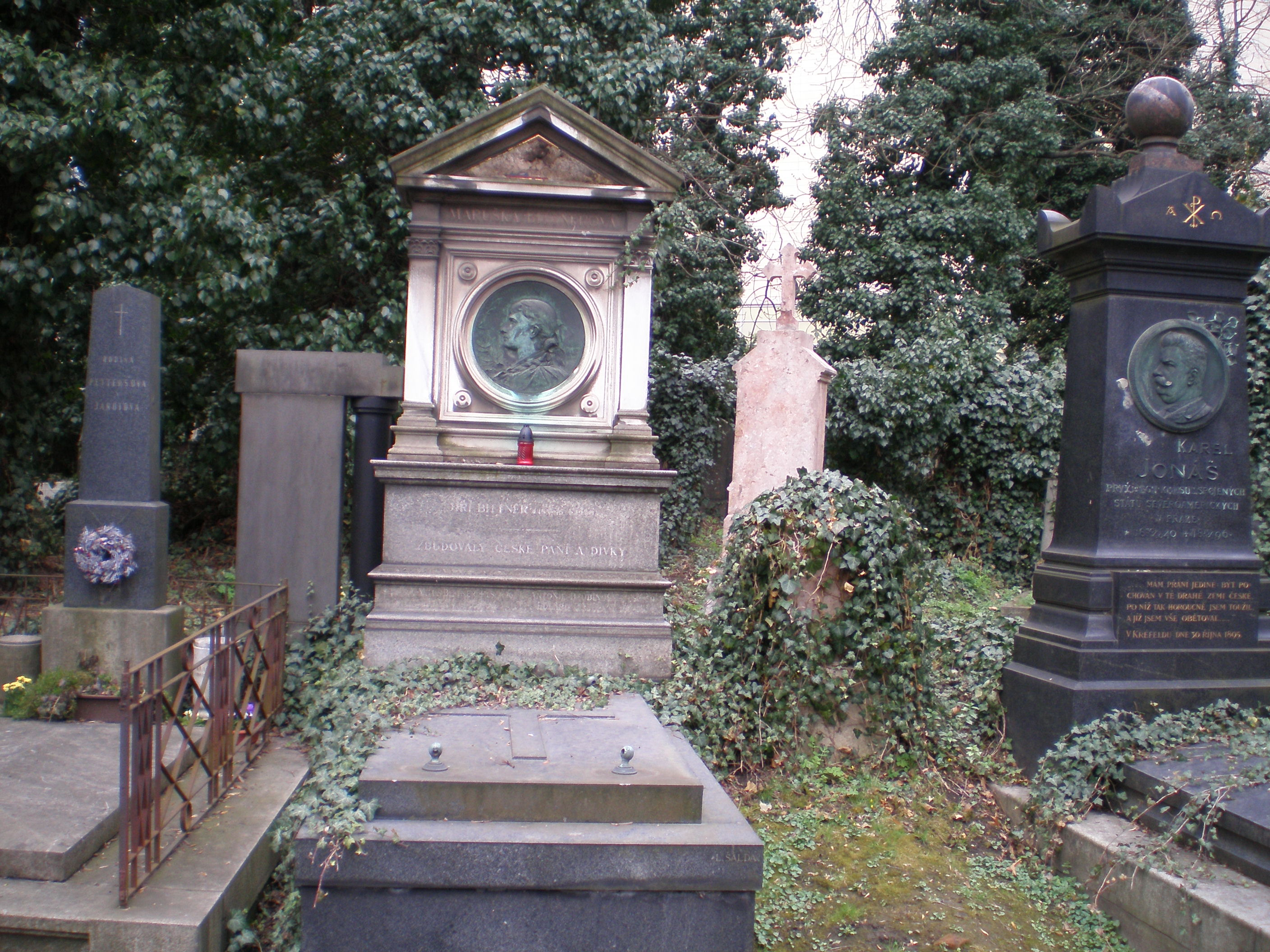
Jiří Bittners Grab auf dem Friedhof Prag-Olšany

Jiří Bittner (* 23. Januar 1846 in Milawetsch, Region Pilsen; † 6. Mai 1903 in Prag) war ein böhmischer Schauspieler, Übersetzer von Theaterstücken, Autor von Humoresken und Memoiren.

## Leben
Bittner besuchte das Realgymnasium in der Ječná-Straße in Prag und nahm als Gymnasiast im Jahr 1863 am Januaraufstand in Lemberg teil, bei dem er verwundet wurde. Er beendete das Gymnasium ein Jahr später in Písek. Nach der Reifeprüfung wurde er Schauspieler bei Kramuels fahrender Truppe und blieb dort, bis er sich 1866 freiwillig zur k.k. Armee meldete.
Nach dem Preußisch-Österreichischen Krieg wirkte er zunächst im Theater "Prozatímní divadlo" (ab 1866), dann bei einer deutschsprachigen Truppe in Meiningen (1877–1879), im Victoria-Theater in Berlin (1879–1880) und von 1881 bis 1900 sowie von 1901 bis 1903 am Nationaltheater in Prag. Er war vor allem Darsteller von Salontypen und von schwierigen, negativ besetzten Charakteren, wie z. B. dem Jago in Shakespeares Othello. Er verfasste auch einige kürzere Prosatexte aus dem Theatermilieu und übersetzte Komödien, vor allem aus dem Polnischen und aus dem Deutschen. Seine Frau war Marie Bittnerova, geborene Baubinová, Schauspielerin am Tschechischen Nationaltheater.
Ein Schauspieler gleichen Namens wird im Theaterstück "Záskok" von Jára Cimrman erwähnt. Obwohl nicht erwiesen ist, dass der oben genannte Jiří Bittner gemeint ist, passt die Charakterisierung der Person auf den realen Jiří Bittner.

„Jiří Bittner überlebte seine Maruška nur um 5 Jahre und ein paar Monate: er starb im Frühjahr 1903. Der Tod seiner Frau traf ihn körperlich und seelisch schwer. Nachdem sie gestorben war, fuhr er kurz nach Berlin zu seinen Theaterfreunden, um sich danach mit seiner bescheidenen Schauspielerpension zur Ruhe zu setzen und lebte zurückgezogen. Jaroslav Kvapil“